# ماعز الأناضول السوداء
ماعز الأناضول السوداء هي سلالة ماعز تركية، وسورية، تمتاز بقدرتها على إنتاج الحليب، والشعر (الصوف). ومن الوانها (البني القاتم، والرمادي المخلوط بالاسود، والابيض المخلوط بالاسود) كما انها تفضل اكل القمح، والبرسيم. المثير للدهشة عن «ماعز الاناضول» انها لا تصاب بالعديد من الامراض، ويمكنهم البقاء على قيد الحياة في ظل الظروف القاسية جدا، وهم عدوانيين جدا، لذلك فهم من اخطر أنواع الماعز في العالم.